# Jean-Jacques Mercier-Marcel
Jean-Jacques Mercier(-Marcel) (* 18. September 1826 in Lausanne; heimatberechtigt ebenda; † 30. März 1903 in Nizza, Frankreich) war ein Schweizer Unternehmer.

## Leben und Werk
Jean-Jacques Mercier war der Sohn des Gerbers Jean-Jacques Mercier und der «Jenny», Jeanne geborene Giegler. Er absolvierte 1852 das Progymnasium in Lausanne und arbeitete in Gerbereien in Annonay und Paris. Er heiratete 1858 Laure, Tochter des Bankiers Félix Marcel sowie in zweiter Ehe 1896 die Diakonieschwester Léona, Tochter des Léon Marchand. Mercier trat nach 1845 in die Freikirche des Kanton Waadt über.
Mercier trat in das Familienunternehmen ein und führte es von 1864, bis er die Leitung 1887 an seinen Sohn übergab. Für den amerikanischen Markt entwickelte er ein gewachstes Kalbsleder. Mercier reichte mit Louis Gonin 1868 ein umfangreiches Projekt bei der Stadt ein, um deren industrielle Entwicklung zu fördern. Er gründete die Compagnie du Chemin de fer Lausanne-Ouchy et des Eaux de Bret, die 1876 eine Wasserleitung vom Lac de Bret und 1877 die Standseilbahn «Lausanne–Ouchy» (LO) realisierte. Verbunden war die Aufschüttung des Flontals sowie die Erstellung des Güterbahnhofs Le Flon und eines Lagerhausareals.
Mercier investierte grosse Summen in Immobilien zu denen das Schlossgut in Ouchy gehörte.
Von 1866 bis 1879 amtierte Mercier als liberaler Gemeinderat (Legislative). Von 1884 bis 1885 war er Verfassungsrat. Mercier verliess seine Heimatstadt, da diese 1886 die Steuerprogression einführte.
Im Kanton Waadt baute Gonin ab 1854 Strassen und Brücken und war für Flusskorrektionen verantwortlich. Sieben Jahre später wurde er zum Kantonsingenieur ernannt. In seiner Heimatstadt förderte Gonin städtebauliche Projekte, zu denen ab 1868 die Entwicklung des Quartiers Le Flon sowie ab 1870 Belles-Roches gehörte. Er gründete 1873 die Société vaudoise des ingénieurs et architectes. Lange wirkte er als Redaktor ihres Bulletin technique de la Suisse romande und verfasste viele Artikel.

## Belege
1. 1 2 3 4 5  Joëlle Neuenschwander Feihl: Jean-Jacques Mercier. In: Historisches Lexikon der Schweiz.  4. November 2008.

| Personendaten    | Personendaten                    |
| ---------------- | -------------------------------- |
| NAME             | Mercier-Marcel, Jean-Jacques     |
| ALTERNATIVNAMEN  | Mercier, Jean-Jacques (Taufname) |
| KURZBESCHREIBUNG | Schweizer Unternehmer            |
| GEBURTSDATUM     | 18. September 1826               |
| GEBURTSORT       | Lausanne, Schweiz                |
| STERBEDATUM      | 30. März 1903                    |
| STERBEORT        | Nizza, Frankreich                |